# Kaeser Kompressoren
Kaeser Kompressoren SE — німецька компанія, провідний у світі виробник систем постачання стисненого повітря (компресорів та пневматичних систем).
Заснована Карлом Кезером у 1919 році в м. Кобург, Верхня Франконія як машинобудівна майстерня. Продукція орієнтована від майстерень до великих промислових підприємств, від шахт до нафтопереробних заводів та включає гвинтові компресори, поршневі компресори, повітродувки, системи управління, мобільні будівельні компресори та ін.
Сімейне підприємство, голова наглядової ради — Карл Кезер, мол. Головний офіс розташований в м. Кобург. Компанія має 8 регіональних відділень на території Німеччини, а також власні філіали й ексклюзивних партнерів у понад 100 країнах. Кількість працівників у світі налічує близько 6 000.

## Історія
27 липня 1919 року Карл Кезер, стар. заснував механічну майстерню в місті Кобург. Спочатку підприємство виготовляло запасні частини для автомобілів і двигунів, переважно зубчатих коліс; пізніше почало будувати спеціальні машини для скляної промисловості. Кількість працівників в майстерні за декілька років збільшилась до 150.
Компанія втратила значну частину свого недавнього ринку в Тюрингії внаслідок розділу Німеччини після Другої світової війни і була змушена орієнтуватися на нові ринки на півдні та заході країни. Досвід компанії в галузі створення двигунів і велика потреба післявоєнного господарства в компресорах підказали перспективне рішення ввести їх в асортимент продукції. У 1948 році був випущений перший поршневий компресор, розроблений фахівцями компанії. Упродовж наступних років була створена повна лінійка поршневих компресорів потужністю до 60 кВт (перший компресор KAESER K30-30).
У 1973 році було розпочато виробництво нових гвинтових компресорів. Саме за ініціативи Карла Кезера молодшого, сина засновника компанії, почався новий етап в історії компанії — створення гвинтового компресора. Протягом наступних років компанія KAESER KOMPRESSOREN становиться провідним у світі виробником гвинтових компресорів. У 1978 році було відкрито перше дочірнє підприємство в Швейцарії, що стало першим етапом компанії в створенні міжнародної мережі збуту й обслуговування. У 1982 році, придбавши французьке підприємство Compresseurs Bernard була створена лінійка пересувних компресорів Mobilair для будівельної галузі; ці компресори виготовляються в м. Ліон, Франція. У 1985 році акціонером-розпорядником став онук засновника компанії Карл Кезер, мол. Саме завдяки йому почався процес інтернаціоналізації компанії наприкінці 1970-х років.
Компанією у 1991 році було придбане одне з найстаріших підприємств з виробництва компресорів в Німеччині Geraer Kompressorenwerke; після цього була створена серія ротаційних повітродувок OMEGA, які почали випускатися у 1993¬році в м. Гера. Цей завод був заснований в 1877 році Генріхом Лео як майстерня з ливарним, токарним і слюсарним виробництвом, а в 1890 році став першою німецькою фабрикою з виробництва компресорів. У цьому ж місті у 1994 році почалося виробництво лінійки сучасних холодоосушувачів SECOTEC. У 1998 році була створена система керування компресорами SIGMA CONTROL, яка почали встановлювати з 1998 року на гвинтові компресори.
У 2001 році була розроблена система керування постачанням стисненого повітря SIGMA AIR MANAGER. У 2002 році почав роботу новий центр з виробництва пересувних компресорів («завод MOBILAIR») в м. Кобург. У 2004 році компанія відкрила новий центр розробки продукції в м. Кобург. У 2008 році відкрито завод з виробництва листової сталі в Зонфельді, де близько 100 працівників виготовляють деталі обшивки гвинтових компресорів.

## Продукція

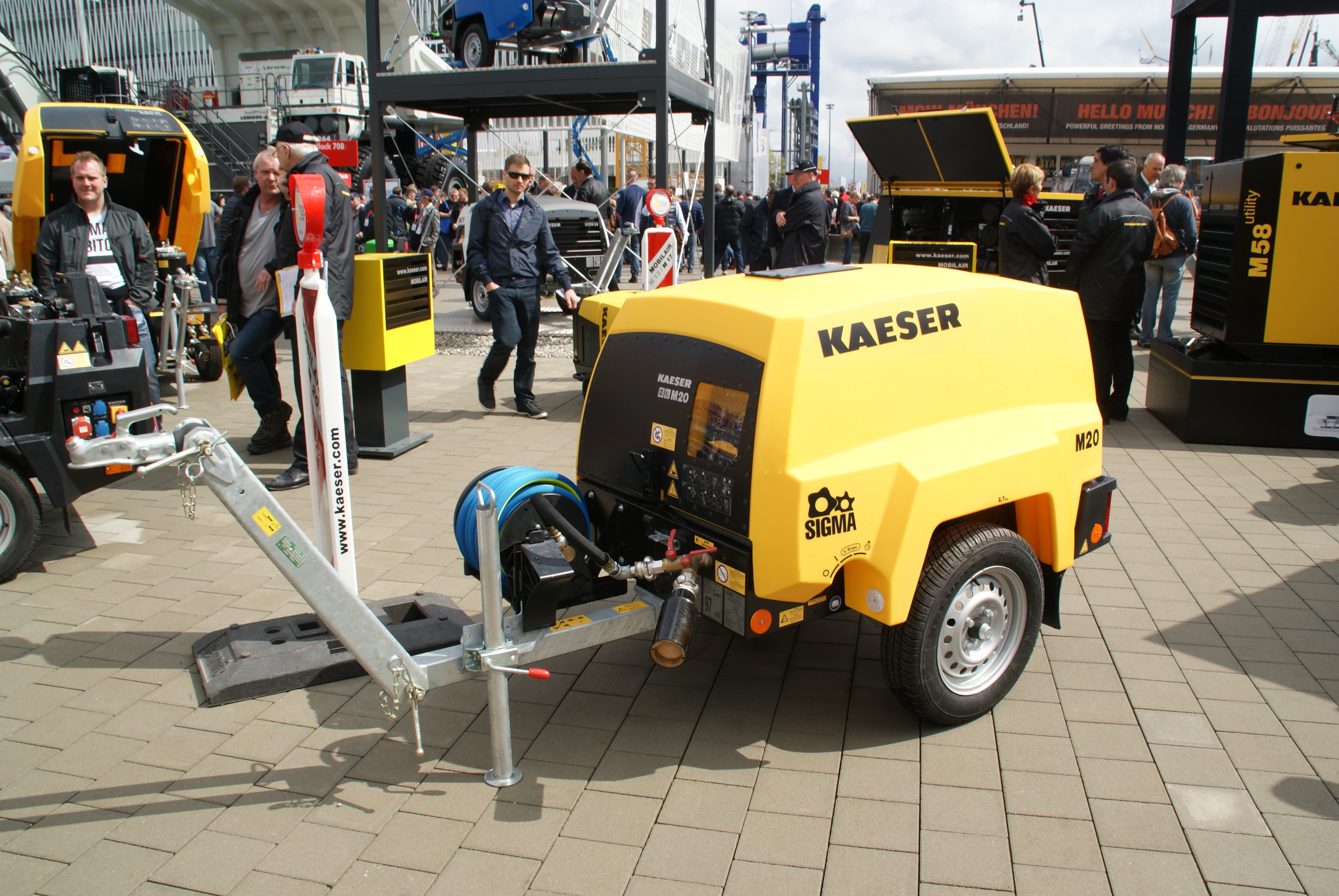
Пересувний будівельний компресор

Компанія виробляє свою продукцію у двох містах: Кобург (Північна Баварія) та Гера (Тюрингія).
- Гвинтові компресори
- Поршневі компресори
- Пересувні компресори для будівництва
- Системи керування виробництвом стисненого повітря
- Вакуумні насоси
- Повітродувки
- Фільтри
- Осушувачі
- Пневматичні інструменти і комплектуючі